# Galgenwasser
Das Galgenwasserⓘ ist ein 2 km langer rechter Zufluss des Sandfortbachs im nordrhein-westfälischen Peckeloh, einem Ortsteil der Stadt Versmold.

## Flusslauf
Der Bach entspringt nordwestlich von Peckeloh, läuft in etwas wechselnden Richtungen etwa ostwärts zwischen diesem und seinem nördlichen Nachbarort Sandort hindurch, zuletzt kurz entlang der B 476, und mündet nordöstlich von Peckeloh in den Sandfortbach, der in die Hessel entwässert.